# Ginástica artística nos Jogos Pan-Americanos de 2011 - Argolas
A competição das argolas masculino foi um dos eventos da ginástica artística nos Jogos Pan-Americanos de 2011. Foi disputada no Complexo Nissan de Ginástica no dia 27 de outubro.

## Calendário
Horário local (UTC-6).
| Data          | Horário | Fase  |
| ------------- | ------- | ----- |
| 27 de outubro | 15:00   | Final |

## Medalhistas
| Ouro   | USA Brandon Wynn        |
| Prata  | BRA Arthur Zanetti      |
| Bronze | USA Christopher Maestas |

## Resultados

### Qualificação
Um máximo de dois ginastas por país puderam se classificar a final, podendo haver substituição se requerido pela delegação.
| Pos.     | Ginasta                 | País               | Total  | Obs. |
| -------- | ----------------------- | ------------------ | ------ | ---- |
| 1        | Arthur Zanetti          | BRA Brasil         | 15.550 | Q    |
| 2        | Regulo Carmona          | VEN Venezuela      | 15.300 | Q    |
| 3        | Tommy Ramos             | PUR Porto Rico     | 14.950 | Q    |
| 4        | Brandon Wynn            | USA Estados Unidos | 14.900 | Q    |
| 5        | Christopher Maestas     | USA Estados Unidos | 14.800 | Q    |
| 6        | Osvaldo Martínez Erazún | ARG Argentina      | 14.550 | Q    |
| 7        | Federico Molinari       | ARG Argentina      | 14.450 | Q    |
| 8        | Tomás González          | CHI Chile          | 14.300 | Q    |
| Reservas |                         |                    |        |      |
| 9        | Jorge Hugo Giraldo      | COL Colômbia       | 14.300 | R    |
| 10       | Scott Morgan            | CAN Canadá         | 14.250 | R    |
| 11       | Luis Rivera             | PUR Porto Rico     | 14.150 | R    |

### Final
| Pos.              | Ginasta                     | Nota D | Nota E | Pen. | Total  |
| ----------------- | --------------------------- | ------ | ------ | ---- | ------ |
| Medalha de ouro   | USA Brandon Wynn            | 6.900  | 8.725  |      | 15.625 |
| Medalha de prata  | BRA Arthur Zanetti          | 6.500  | 9.100  |      | 15.600 |
| Medalha de bronze | USA Christopher Maestas     | 6.700  | 8.850  |      | 15.550 |
| 4                 | PUR Tommy Ramos             | 6.400  | 8.750  |      | 15.150 |
| 5                 | VEN Regulo Carmona          | 6.400  | 8.075  |      | 14.475 |
| 6                 | ARG Osvaldo Martínez Erazún | 6.300  | 8.100  |      | 14.400 |
| 7                 | CHI Tomás González          | 5.800  | 8.450  |      | 14.250 |
| 8                 | ARG Federico Molinari       | 6.700  | 7.275  |      | 13.975 |